# Comitato di Liberazione Nazionale Alta Italia
«Il Governo italiano riconosce il Comitato di liberazione nazionale Alta Italia (CLNAI) quale organo dei partiti antifascisti nel territorio occupato dal nemico. Il governo italiano delega il CLNAI a rappresentarlo nella lotta che i patrioti hanno impegnato contro i fascisti e i tedeschi nell'Italia non ancora liberata. Il CLNAI accetta di agire a tal fine come delegato dal governo italiano il quale è riconosciuto dai governi alleati come successore del governo che firmò le condizioni di armistizio ed è la sola autorità legittima in quella parte d'Italia che è già stata o sarà in seguito restituita al governo italiano dal governo militare alleato.»

— 26 dicembre 1944 - accordo bilaterale fra il governo italiano e il CLNAI
Il Comitato di Liberazione Nazionale Alta Italia, abbreviato comunemente in CLNAI o CLN Alta Italia, fu un'organizzazione politico-militare italiana costituitasi nel febbraio 1944 a Milano con lo scopo di opporsi al fascismo e all'invasione tedesca dell'Italia nei mesi susseguenti all'armistizio dell'8 settembre e di controllare e coordinare le numerose brigate che avrebbero acquisito crescente potere, con il progressivo sfaldarsi del controllo nazifascista sul territorio del nord Italia, culminato con il 25 aprile ed il passaggio definitivo della potestà. Il C.L.N.A.I. costituiva inizialmente la semplice "costola" milanese del Comitato di Liberazione Nazionale (CLN), il cui raggio d'azione si estese però successivamente a comprendere tutta l'Italia settentrionale, coordinando i vari comitati regionali di liberazione dell'Italia settentrionale (ossia di quella parte dell'Italia ancora sotto l'occupazione tedesca, delimitata dalla c.d. Linea Gotica).
Del C.L.N.A.I. facevano parte tutti i movimenti antifascisti e di resistenza italiani, dai comunisti ai socialisti, dai liberali ai democristiani e ai membri del Partito d'Azione.

## Storia

Alfredo Pizzoni, primo presidente del CLNAI

### Fondazione
Il C.L.N.A.I. venne fondato ufficialmente il 7 febbraio 1944 a Milano, in seguito all'autorizzazione pervenuta dalla sede centrale del CLN (a Roma) alla fine di gennaio dello stesso anno.
Era però fin dalla primavera del 1943 che a Milano era attivo un comitato di opposizione al Fascismo costituito da rappresentanti di cinque partiti antifascisti (PCI, PSIUP, DC, PLI e PdA); in seguito all'armistizio dell'8 settembre e alla costituzione - il giorno successivo - del CNL, tale gruppo di opposizione si trasformò immediatamente nel CLN milanese.
Facevano parte del C.L.N.A.I., in questa prima fase della sua esistenza:
- per il PLI
  - Giustino Arpesani;
  - Luigi Casagrande;
- per il PSIUP:
  - Roberto Veratti;
  - Domenico Viotto;
- per il PdA:
  - Ferruccio Parri;
  - Vittorio Albasini Scrosati;
- per il PCI:
  - Girolamo Li Causi;
  - Giuseppe Dozza;
- per la DC:
  - Enrico Casò;
  - Enrico Falck;

la presidenza era andata a Alfredo Pizzoni, figura non legata a partiti politici, ma ben vista dagli anglo-americani, grazie alla conoscenza della lingua inglese e l'ampia esperienza politica e militare.
In questa fase il C.L.N.A.I. era diviso in 2 Sezioni:
- il Comitato Finanziario, incaricato del reperimento dei fondi necessari per le attività resistenziali;
- il Comitato Militare, con compiti di coordinamento della lotta armata (attraverso il Corpo volontari della libertà).

### Attività di governo
Fin dalla sua fondazione, la sezione milanese del CLN apparve intenzionata ad assumere su di sé un ruolo di direzione e coordinamento della lotta armata del nord Italia.
Tuttavia, la prima Sezione del CLN che svolse effettivamente compiti direttivi nella lotta di liberazione fu quella di Torino, forte di una maggiore anzianità operativa (aveva iniziato le operazioni nel 1942); sotto la direzione del generale Raffaello Operti, però, la sezione torinese era sprofondata in una situazione di sostanziale inattività che aveva spinto molti suoi componenti verso la sezione milanese, più attiva e che aveva esteso il suo coordinamento fino a Firenze.
In seguito alla sua fondazione, avvenuta come detto il 7 febbraio 1944, il CLN di Milano divenne CLNAI e ricevette l'investitura da Roma di "governo straordinario del Nord", in rappresentanza del governo italiano.

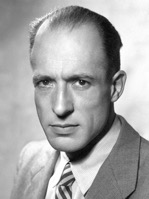
Rodolfo Morandi, secondo e ultimo presidente del CLNAI, succeduto a Pizzoni il 27 aprile 1945

Fin dai suoi primi mesi di vita il C.L.N.A.I. non assunse quindi solo un ruolo di coordinamento logistico e militare della guerra partigiana, che secondo attendibili calcoli alla fine di febbraio aveva raggiunto le 100.000 unità, ma - in quanto governo straordinario - svolse anche un'attività di produzione legislativa con l'obiettivo di porsi in contrapposizione all'attività amministrativa della Repubblica Sociale.
Esempi di importanti provvedimenti normativi emanati dal C.L.N.A.I. sono il decreto del 9 agosto 1944 "in difesa degli stabilimenti e delle fabbriche" e i decreti di istituzione delle Corti d'Assise e delle Commissioni di giustizia, emessi alla Liberazione (25 aprile) per consentire di irrogare sanzioni agli autori dei delitti fascisti in un clima, per quanto possibile, di legalità e non di giustizia sommaria.

### L'accordo e il riconoscimento alleato
Fra il novembre e il dicembre 1944, una delegazione del C.L.N.A.I. composta dal presidente e da rappresentanti del Partito liberale, comunista e d'azione, si recò a Roma per trattare l'esplicito riconoscimento del comitato da parte del comando alleato e del governo italiano.
Il riconoscimento avrebbe anche ufficializzato la cooperazione militare fra il movimento partigiano e l'esercito anglo-americano.
Interesse degli americani era quello di sincerarsi della possibilità del Comitato di mantenere l'ordine nel periodo che sarebbe intercorso dalla fuga delle truppe tedesche e l'arrivo di quelle alleate.
D'altro canto il comando del C.L.N.A.I. aveva interesse in questo riconoscimento al fine di ottenere il riconoscimento del movimento partigiano come una forza combattente regolare, assimilabile all'esercito italiano e vederlo ufficialmente parte delle forze alleate, sebbene questo ultimo riconoscimento mai avvenne veramente.
Il 7 dicembre 1944, il Comandante Supremo delle Forze Alleate nel teatro del Mediterraneo, Feldmaresciallo Henry Maitland Wilson, dispose nei Protocolli di Roma, con i 4 delegati del C.L.N.A.I. «Longhi», «Maurizio», «Sogno» e «Mare» e il comandante in capo AAI Gen. Raffaele Cadorna, il tentativo esplicito di limitare le aspirazioni rivoluzionarie del C.L.N.A.I..
In questo accordo si attribuiva al Comitato la responsabilità di riunire tutti gli elementi di resistenza antifascista, di salvaguardare le risorse economiche del territorio contro sabotaggi e depredazioni del nemico, si disponeva che il comando militare fosse in capo ad un ufficiale gradito agli alleati, si richiedeva che quando il nemico si fosse ritirato il C.L.N.A.I. mantenesse l'ordine, salvaguardasse le risorse economiche e cedesse al governo militare alleato tutti i poteri precedentemente assunti con il passaggio di tutti i componenti operativi al comando alleato.
Infine l'accordo predisponeva una somma economica non eccedente 169 milioni di lire per far fronte alle spese del C.L.N.A.I., così divisi Liguria 20, Piemonte 60, Lombardia 25, Emilia 20, Veneto 35. 
Questo accordo venne definito dall'esecutivo del Partito socialista del C.L.N.A.I., un accordo capestro, in quanto poneva ogni iniziativa del CLNAI e gli stessi sviluppi politici della Resistenza sotto il controllo del comando alleato, sottostando di fatto alla rigida osservanza delle clausole armistiziali sottoscritte dal governo regio, però come testimoniato da Cadorna: "a Roma non vi era altra alternativa e fu giuocoforza firmare".
Circa un mese dopo, nel corso di una seduta del CLNAI, Sandro Pertini avrebbe duramente criticato l’accordo firmato con gli alleati affermando che il Partito socialista, che non aveva partecipato alla missione a Roma, lo considerava  “di asservimento del CLNAI alla politica britannica.
Scopo evidente della politica inglese - prosegue Pertini – è quello di legare al proprio carro i movimenti di liberazione (vedi Grecia, Belgio, ecc.).
Ciò è perfettamente riuscito nel caso del movimento italiano con la firma del documento in questione, il cui prezzo sono i 160 milioni concessi, come il famoso piatto di lenticchie, al CLNAI”. Nella stessa seduta i rappresentanti del Partito socialista, Pertini e Marzola, protestarono per la visita fatta da Edgardo Sogno ad Umberto di Savoia, nel corso della missione a Roma, che aveva dato modo “alla propaganda internazionale di trarne motivo per una errata interpretazione”.
Il C.L.N.A.I. nascondeva una spaccatura sul piano sostanziale, riguardo agli scopi finali della lotta. Ciò venne ampiamente espresso dal dibattito che i varî partiti che lo componevano fecero sin dal novembre 1944.
L'organo di comando era diviso fra "chi vedeva una opportunità di rivoluzione democratica e chi si preparava alla ricostruzione del vecchio stato autoritario", con il Partito d'Azione che spingeva per una rivoluzione sociale da abbinare alla guerra di liberazione popolare.
Furono le forze che vedevano nella "temporanea conservazione delle vecchie strutture, che avrebbe permesso al paese di esprimere legalmente il proprio parere" quelle a prevalere, anche perché il comando alleato pose molta attenzione affinché ciò non potesse in nessun modo avvenire.
Nonostante l'accordo firmato, politicamente vincolante, gli Alleati non furono tranquilli e, dopo l'insurrezione dell'EAM ad Atene del dicembre 1944, temettero un simile sviluppo della situazione politica nell'Italia Settentrionale, tanto che arrivarono a "scoraggiare l'indiscriminata espansione dell'armamento dei partigiani".
Fu di pochi giorni seguente all'accordo fra gli alleati e il C.L.N.A.I., il comunicato bipartito nel quale il 26 dicembre 1944 il governo di Roma, guidato da Ivanoe Bonomi, riconobbe ufficialmente il Comitato di Liberazione Nazionale Alta Italia, delegando a rappresentarlo e legando lo stesso al governo monarchico italiano. Si trattò della fondazione di un supporto giuridico e politico legittimatorio, delle azioni politiche, amministrative e militari del CLNAI, utilizzato nei mesi successivi come matrice legislativa dell'operato del Comitato.
Il CLNAI approvò poi il 17 gennaio 1945 una deliberazione dove confermava il proprio orientamento generale, "le proprie soluzioni pratiche e le proprie designazioni alle cariche pubbliche [volte alla ] instaurazione di una sana e solida democrazia".

### 25 aprile
Alle 8 del mattino del 25 aprile 1945, via radio, il CLNAI da Milano (presieduto da Alfredo Pizzoni, Luigi Longo, Emilio Sereni, Sandro Pertini e Leo Valiani e presenti il presidente designato Rodolfo Morandi, Giustino Arpesani per il Partito Liberale e Achille Marazza per la Democrazia Cristiana), proclamò l'insurrezione generale in tutti i territori ancora occupati dai nazifascisti, indicando a tutte le forze partigiane attive nel Nord Italia facenti parte del Corpo Volontari della Libertà di attaccare i presidi fascisti e tedeschi imponendo la resa prima dell'arrivo delle truppe alleate, come pre-annunciato nell'Ultimatum del 19 aprile 1945; Il proclama fu diffuso via radio da Sandro Pertini e si concluse con le parole:
“Cittadini, lavoratori! Sciopero generale contro l’occupazione tedesca, contro la guerra fascista, per la salvezza delle nostre terre, delle nostre case, delle nostre officine. Come a Genova e a Torino, ponete i tedeschi di fronte al dilemma: arrendersi o perire.”
Parallelamente il CLNAI emanò dei decreti legislativi per assumere il potere «in nome del popolo italiano e quale delegato del Governo Italiano», stabilendo tra le altre cose la condanna a morte per tutti i gerarchi fascisti, incluso Benito Mussolini, che sarebbe stato raggiunto e fucilato tre giorni dopo.

### Dopo la liberazione
In seguito al 25 aprile e alla Liberazione di Milano il CLNAI, nelle sue veci di governo straordinario del nord Italia, invia a tutti i comandi di zona l'ordine dell'insurrezione generale (con il telegramma "Aldo dice 26 per uno"), emana (26 aprile 1945) il decreto con cui si annuncia la continuazione della lotta a fianco degli alleati e notifica l'ingiunzione ai nazifascisti di consegnare le armi e arrendersi. Il presidente del CLNAI alla Liberazione non era più Alfredo Pizzoni, sostituito il 29 marzo da Rodolfo Morandi; i responsabili erano invece Luigi Longo ed Emilio Sereni per i comunisti, Ferruccio Parri e Leo Valiani per gli azionisti (PdA), Augusto De Gasperi e Achille Marazza per i democristiani, Rodolfo Morandi e Sandro Pertini per i socialisti e, infine, Giustino Arpesani e Filippo Jacini per i liberali.
Il 29 aprile 1945 il C.L.N.A.I., tramite un comunicato, dichiarò che la fucilazione di Mussolini e complici, era stata ordinata dal CLNAI stesso ed era la conclusione di una lotta insurrezionale che segnava per la Patria la premessa della rinascita e della ricostruzione.
Nell'immediato dopoguerra, il C.L.N.A.I. è responsabile dell'organizzazione della ripresa della vita civile e produttiva nell'intero Nord Italia, promuove e controlla l'Epurazione, la nomina dei vari commissari e l'attività di assistenza.
Si fa portatore della richiesta di formazione di un governo che sia un'espressione dei Comitati di liberazione e che garantisca un radicale rinnovamento della direzione politica del Paese.
Internamente, si dota di un'adeguata struttura per far fronte ai nuovi compiti amministrativi ed economici: il 18 maggio 1945 crea la Commissione Organizzatrice con i seguenti uffici: Epurazione, Avocazione profitti di regime, Commissari, Sindacale, Assistenza e il 18 settembre 1945 della Commissione finanziaria di controllo per la revisione della contabilità.
Nel febbraio 1946 il C.L.N.A.I. venne assorbito dal CLN centrale; il 21 giugno dello stesso anno, l'intera organizzazione venne sciolta con l'accordo di tutti i partiti politici aderenti.

### Presidenza
1. (07.02.1944-27.04.1945) Alfredo Pizzoni
2. (27.04.1945-??.02.1946) Rodolfo Morandi